# بيل هيجارتي
بيل هيجارتي (بالإنجليزية: Bill Hegarty)‏ هو لاعب كرة قدم أمريكية أمريكي، ولد في 30 يونيو 1931 في ميدفورد في الولايات المتحدة.

## وصلات خارجية
- بيل هيجارتي على موقع مرجع كرة القدم المحترفة.كوم (الإنجليزية)